# Ulysse et les Sirènes (Waterhouse)
Ne doit pas être confondu avec Les Sirènes et Ulysse.
Ulysse et les Sirènes est un tableau peint par John William Waterhouse en 1891. Il mesure 100 cm de haut sur 201,7 cm de large. Il est conservé à la National Gallery of Victoria à Melbourne.
Il représente les Sirènes attaquant le bateau d’Ulysse.